# Rayonnement continu de freinage
Le rayonnement continu de freinage ou bremsstrahlung (prononcé en allemand [ˈbʁɛmsˌʃtʁaːlʊŋ] , de bremsen « freiner » et Strahlung « rayonnement », c.-à-d. « rayonnement de freinage » ou « rayonnement de décélération ») est un rayonnement électromagnétique à spectre large créé par le ralentissement de charges électriques. On parle aussi de rayonnement blanc.

Création d'un rayonnement par freinage d'un électron dans le champ électrique d'un noyau atomique.

Lorsqu'une cible solide est bombardée par un faisceau d'électrons, ceux-ci sont freinés et déviés par le champ électrique des noyaux de la cible. Or, comme le décrivent les équations de Maxwell, toute charge dont la vitesse varie, en valeur absolue ou en direction, rayonne. Comme l'énergie liée à la décélération des électrons est quantifiée suivant des valeurs fortement rapprochées (comme le prévoit la fonction de distribution de translation associée), cela crée un flux de photons dont le spectre en énergie est quasiment continu.

## Applications
Ce procédé est notamment utilisé pour produire des rayons X, dans les générateurs de rayons X et les synchrotrons. Ces deux sources ne donnent pas le même type de spectre. En effet, le rayonnement synchrotron est purement continu, contrairement à celui d'un tube à rayons X, qui comporte quelques raies spectrales, dû à des transitions électroniques.

## Forme du spectre
L'énergie maximale des photons est l'énergie cinétique initiale E0 des électrons. Le spectre en énergie s'arrête donc à cette valeur E0. Si l'on trace le spectre en longueur d'onde (représentation la plus fréquente), on a un spectre qui commence à λ0 qui vaut
{\displaystyle \lambda _{0}={\frac {hc}{E_{0}}}}
ou encore
{\displaystyle \lambda _{0}={\frac {hc}{eU}}}
et dont l'énergie est maximale pour λmax qui vaut
{\displaystyle \lambda _{\mathrm {max} }={\frac {3}{2}}\lambda _{0}}
où
- h est la constante de Planck ;
- c est la vitesse de la lumière dans le vide ;
- e est la charge électrique élémentaire de l'électron ;
- U est la tension appliquée au tube à rayons X.

## Bremsstrahlung thermique

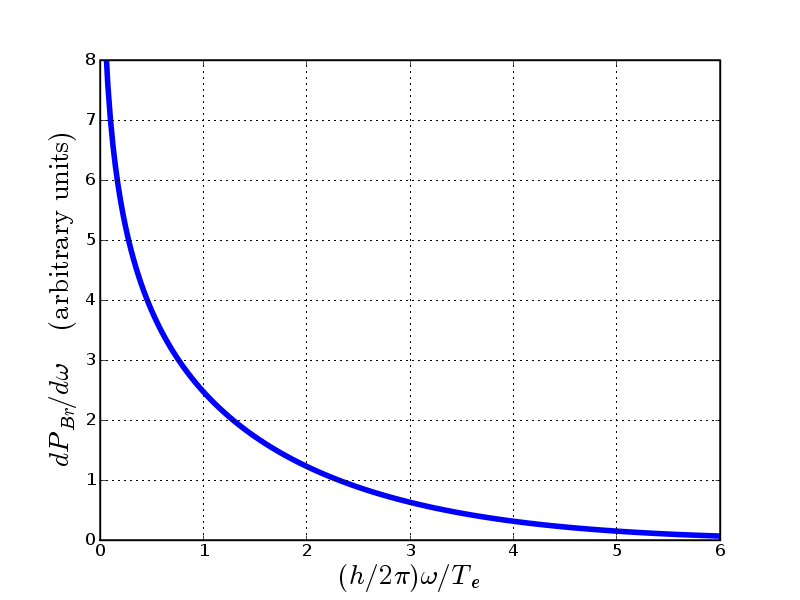
Le spectre de puissance du Bremsstrahlung décroît rapidement de l'infini (lorsque) à zéro (lorsque). Ce tracé est valide pour le cas quantique eV et la constante K = 3,17.

Dans un plasma, les électrons libres produisent constamment un Bremsstrahlung lorsqu'ils entrent en collision avec des ions. Dans un plasma uniforme contenant des électrons thermiques, la densité spectrale de puissance du Bremsstrahlung émis se calcule à partir de l'équation différentielle :
{\displaystyle {dP_{\mathrm {Br} } \over d\omega }={4{\sqrt {2}} \over 3{\sqrt {\pi }}}\left[n_{e}r_{e}^{3}\right]^{2}\left[{\frac {m_{e}c^{2}}{k_{B}T_{e}}}\right]^{1/2}\left[{m_{e}c^{2} \over r_{e}^{3}}\right]Z_{\mathrm {eff} }E_{1}(w_{m}),}
où {\displaystyle n_{e}} est la densité des électrons, {\displaystyle r_{e}} est le rayon classique de l'électron, {\displaystyle m_{e}} est la masse de l'électron, {\displaystyle k_{B}} est la constante de Boltzmann et {\displaystyle c} est la vitesse de la lumière dans le vide. Les deux premiers facteurs entre crochets à la droite de l'égalité sont sans dimension. L'état de la charge « efficace » d'un ion, {\displaystyle Z_{\mathrm {eff} }}, est une moyenne de la charge de tous les ions :
{\displaystyle Z_{\mathrm {eff} }=\sum _{Z}Z^{2}{n_{Z} \over n_{e}}} ,
où {\displaystyle n_{Z}} est le nombre de densité des ions portant une charge de {\displaystyle Z}. La fonction {\displaystyle E_{1}} est une exponentielle intégrale. La fonction {\displaystyle w_{m}} se calcule selon :
{\displaystyle w_{m}={\omega ^{2}m_{e} \over 2k_{m}^{2}k_{B}T_{e}}}
avec {\displaystyle k_{m}} le nombre d'onde maximum ou de coupure. {\displaystyle k_{m}=K/\lambda _{B}} quand {\displaystyle k_{B}T_{e}>27,2Z^{2}}eV (pour une seule espèce d'ions ; 27,2 eV est le double de l'énergie d'ionisation de l'hydrogène) où K est un nombre pur et {\displaystyle \lambda _{B}=\hbar /(m_{e}k_{B}T_{e})^{1/2}} est la longueur d'onde de De Broglie. Sinon, {\displaystyle k_{m}\propto 1/l_{c}} où {\displaystyle l_{c}} est la distance classique de Coulomb selon la trajectoire la plus proche.
{\displaystyle dP_{\mathrm {Br} }/d\omega } est infini à {\displaystyle \omega =0} et décroît rapidement selon {\displaystyle \omega }. Dans certains cas précis, il est possible de calculer analytiquement la primitive de l'équation différentielle.
Pour le cas {\displaystyle k_{m}=K/\lambda _{B}}, nous avons
{\displaystyle w_{m}={1 \over 2K^{2}}\left[{\frac {\hbar \omega }{k_{B}T_{e}}}\right]^{2}} .
Dans ce cas, la densité de puissance, intégrée sur toutes les fréquences, est finie et vaut
{\displaystyle P_{\mathrm {Br} }={8 \over 3}\left[n_{e}r_{e}^{3}\right]^{2}\left[{k_{B}T_{e} \over m_{e}c^{2}}\right]^{1/2}\left[{m_{e}c^{3} \over r_{e}^{4}}\right]Z_{\mathrm {eff} }\alpha K} .
La constante de structure fine {\displaystyle \alpha } apparaît dû à la nature quantique de {\displaystyle \lambda _{B}}. En pratique, une version couramment utilisée de cette formule est :
{\displaystyle P_{\mathrm {Br} }[{\textrm {W/m}}^{3}]=\left[{n_{e} \over 7.69\times 10^{18}{\textrm {m}}^{-3}}\right]^{2}T_{e}[{\textrm {eV}}]^{1/2}Z_{\mathrm {eff} }} .
Cette formule est proche de la valeur théorique si K=3,17 ; la valeur K=3 est suggérée par Ichimaru.
Pour des températures très élevées, il faut apporter des corrections relativistes[Laquelle ?] en ajoutant des termes d'ordre kBTe/mec2.
Si le plasma est optiquement mince, la radiation du Bremsstrahlung quitte le plasma, emportant une partie de son énergie. Cet effet est appelé « refroidissement par Bremsstrahlung ».

## Description par la mécanique quantique
La description entière à l'aide de la mécanique quantique a été exécutée pour la première fois par Bethe et Heitler. Ils supposaient une onde plane pour des électrons qui sont diffusés par le noyau atomique, et ont déduit une section efficace qui lie la géométrie entière de ce phénomène à la fréquence du photon émis. La section efficace, qui montre une symétrie de la mécanique quantique à la création de paires, est :
{\displaystyle {\begin{aligned}d^{4}\sigma &={\frac {Z^{2}\alpha _{\mathrm {fine} }^{3}\hbar ^{2}}{(2\pi )^{2}}}{\frac {|{\vec {p}}_{f}|}{|{\vec {p}}_{i}|}}{\frac {d\omega }{\omega }}{\frac {d\Omega _{i}d\Omega _{f}d\Phi }{|{\vec {q}}|^{4}}}\times \\&\times \left[{\frac {{\vec {p}}_{f}^{2}\sin ^{2}\Theta _{f}}{(E_{f}-c|{\vec {p}}_{f}|\cos \Theta _{f})^{2}}}\left(4E_{i}^{2}-c^{2}{\vec {q}}^{2}\right)\right.\\&+{\frac {{\vec {p}}_{i}^{2}\sin ^{2}\Theta _{i}}{(E_{i}-c|{\vec {p}}_{i}|\cos \Theta _{i})^{2}}}\left(4E_{f}^{2}-c^{2}{\vec {q}}^{2}\right)\\&+2\hbar ^{2}\omega ^{2}{\frac {{\vec {p}}_{i}^{2}\sin ^{2}\Theta _{i}+{\vec {p}}_{f}^{2}\sin ^{2}\Theta _{f}}{(E_{f}-c|{\vec {p}}_{f}|\cos \Theta _{f})(E_{i}-c|{\vec {p}}_{i}|\cos \Theta _{i})}}\\&-2\left.{\frac {|{\vec {p}}_{i}||{\vec {p}}_{f}|\sin \Theta _{i}\sin \Theta _{f}\cos \Phi }{(E_{f}-c|{\vec {p}}_{f}|\cos \Theta _{f})(E_{i}-c|{\vec {p}}_{i}|\cos \Theta _{i})}}\left(2E_{i}^{2}+2E_{f}^{2}-c^{2}{\vec {q}}^{2}\right)\right].\end{aligned}}}
Où, {\displaystyle Z} est le numéro atomique, {\displaystyle \alpha _{\mathrm {fine} }\approx 1/137} la constante de structure fine, {\displaystyle \hbar } la constante de Planck réduite et {\displaystyle c} la vitesse de la lumière. L'énergie cinétique {\displaystyle E_{\mathrm {kin} ,i/f}} de l'électron dans l'état initial et final est liée à son énergie totale {\displaystyle E_{i,f}} et sa quantité de mouvement {\displaystyle {\vec {p}}_{i,f}} par la formule :
{\displaystyle E_{i,f}=E_{\mathrm {kin} ,i/f}+m_{e}c^{2}={\sqrt {m_{e}^{2}c^{4}+{\vec {p}}_{i,f}^{2}c^{2}}},}
où {\displaystyle m_{e}} est la masse de l'électron. La conservation de l'énergie donne :
{\displaystyle E_{f}=E_{i}-\hbar \omega ,}
où {\displaystyle \hbar \omega } est l'énergie cinétique du photon. Les directions du photon émis et de l'électron diffusé sont donnés par :
{\displaystyle {\begin{aligned}\Theta _{i}&=\sphericalangle ({\vec {p}}_{i},{\vec {k}})\\\Theta _{f}&=\sphericalangle ({\vec {p}}_{f},{\vec {k}})\\\Phi &={\text{Angle entre les ondes planes }}({\vec {p}}_{i},{\vec {k}}){\text{ et }}({\vec {p}}_{f},{\vec {k}})\end{aligned}}}
où {\displaystyle {\vec {k}}} est la quantité de mouvement du photon.
Les différentielles sont données par :
{\displaystyle {\begin{aligned}d\Omega _{i}&=\sin \Theta _{i}\ d\Theta _{i}\\d\Omega _{f}&=\sin \Theta _{f}\ d\Theta _{f}\end{aligned}}}
La valeur absolue du photon virtuel entre le noyau atomique et l'électron est :
{\displaystyle {\check {a}}{\begin{aligned}-{\vec {q}}^{2}&=-|{\vec {p}}_{i}|^{2}-|{\vec {p}}_{f}|^{2}-\left({\frac {\hbar }{c}}\omega \right)^{2}+2|{\vec {p}}_{i}|{\frac {\hbar }{c}}\omega \cos \Theta _{i}-2|{\vec {p}}_{f}|{\frac {\hbar }{c}}\omega \cos \Theta _{f}\\&+2|{\vec {p}}_{i}||{\vec {p}}_{f}|(\cos \Theta _{f}\cos \Theta _{i}+\sin \Theta _{f}\sin \Theta _{i}\cos \Phi )\end{aligned}}}
La validité est donnée par l'approximation de Born :
{\displaystyle v\gg {\frac {Zc}{137}}}
où cette relation est vraie pour la vitesse {\displaystyle v} de l'électron dans l'état initial et final.
Pour les applications pratiques (par exemple des codes de Monte Carlo), il peut être intéressant de se concentrer sur la relation entre la fréquence du photon émis et l'angle entre ce photon et l'électron entré. Köhn et Ebert ont intégré la section efficace de Bethe et Heitler sur {\displaystyle \Phi } et {\displaystyle \Theta _{f}} et ont obtenu :
{\displaystyle {\frac {d^{2}\sigma (E_{i},\omega ,\Theta _{i})}{d\omega d\Omega _{i}}}=\sum \limits _{j=1}^{6}I_{j}}
avec :
{\displaystyle {\begin{aligned}I_{1}&={\frac {2\pi A}{\sqrt {\Delta _{2}^{2}+4p_{i}^{2}p_{f}^{2}\sin ^{2}\Theta _{i}}}}\ln \left({\frac {\Delta _{2}^{2}+4p_{i}^{2}p_{f}^{2}\sin ^{2}\Theta _{i}-{\sqrt {\Delta _{2}^{2}+4p_{i}^{2}p_{f}^{2}\sin ^{2}\Theta _{i}}}(\Delta _{1}+\Delta _{2})+\Delta _{1}\Delta _{2}}{-\Delta _{2}^{2}-4p_{i}^{2}p_{f}^{2}\sin ^{2}\Theta _{i}-{\sqrt {\Delta _{2}^{2}+4p_{i}^{2}p_{f}^{2}\sin ^{2}\Theta _{i}}}(\Delta _{1}-\Delta _{2})+\Delta _{1}\Delta _{2}}}\right)\\&\times \left[1+{\frac {c\Delta _{2}}{p_{f}(E_{i}-cp_{i}\cos \Theta _{i})}}-{\frac {p_{i}^{2}c^{2}\sin ^{2}\Theta _{i}}{(E_{i}-cp_{i}\cos \Theta _{i})^{2}}}-{\frac {2\hbar ^{2}\omega ^{2}p_{f}\Delta _{2}}{c(E_{i}-cp_{i}\cos \Theta _{i})(\Delta _{2}^{2}+4p_{i}^{2}p_{f}^{2}\sin ^{2}\Theta _{i})}}\right],\\I_{2}&=-{\frac {2\pi Ac}{p_{f}(E_{i}-cp_{i}\cos \Theta _{i})}}\ln \left({\frac {E_{f}+p_{f}c}{E_{f}-p_{f}c}}\right),\\I_{3}&={\frac {2\pi A}{\sqrt {(\Delta _{2}E_{f}+\Delta _{1}p_{f}c)^{2}+4m^{2}c^{4}p_{i}^{2}p_{f}^{2}\sin ^{2}\Theta _{i}}}}\\&\times \ln {\Bigg (}{\Big (}(E_{f}+p_{f}c)(4p_{i}^{2}p_{f}^{2}\sin ^{2}\Theta _{i}(E_{f}-p_{f}c)+(\Delta _{1}+\Delta _{2})((\Delta _{2}E_{f}+\Delta _{1}p_{f}c)\\&-{\sqrt {(\Delta _{2}E_{f}+\Delta _{1}p_{f}c)^{2}+4m^{2}c^{4}p_{i}^{2}p_{f}^{2}\sin ^{2}\Theta _{i}}})){\Big )}{\Big (}(E_{f}-p_{f}c)(4p_{i}^{2}p_{f}^{2}\sin ^{2}\Theta _{i}(-E_{f}-p_{f}c)\\&+(\Delta _{1}-\Delta _{2})((\Delta _{2}E_{f}+\Delta _{1}p_{f}c)-{\sqrt {(\Delta _{2}E_{f}+\Delta _{1}p_{f}c)^{2}+4m^{2}c^{4}p_{i}^{2}p_{f}^{2}\sin ^{2}\Theta _{i}}})){\Big )}^{-1}{\Bigg )}\\&\times \left[-{\frac {(\Delta _{2}^{2}+4p_{i}^{2}p_{f}^{2}\sin ^{2}\Theta _{i})(E_{f}^{3}+E_{f}p_{f}^{2}c^{2})+p_{f}c(2(\Delta _{1}^{2}-4p_{i}^{2}p_{f}^{2}\sin ^{2}\Theta _{i})E_{f}p_{f}c+\Delta _{1}\Delta _{2}(3E_{f}^{2}+p_{f}^{2}c^{2}))}{(\Delta _{2}E_{f}+\Delta _{1}p_{f}c)^{2}+4m^{2}c^{4}p_{i}^{2}p_{f}^{2}\sin ^{2}\Theta _{i}}}\right.\\&-{\frac {c(\Delta _{2}E_{f}+\Delta _{1}p_{f}c)}{p_{f}(E_{i}-cp_{i}\cos \Theta _{i})}}\\&-{\frac {4E_{i}^{2}p_{f}^{2}(2(\Delta _{2}E_{f}+\Delta _{1}p_{f}c)^{2}-4m^{2}c^{4}p_{i}^{2}p_{f}^{2}\sin ^{2}\Theta _{i})(\Delta _{1}E_{f}+\Delta _{2}p_{f}c)}{((\Delta _{2}E_{f}+\Delta _{1}p_{f}c)^{2}+4m^{2}c^{4}p_{i}^{2}p_{f}^{2}\sin ^{2}\Theta _{i})^{2}}}\\&+\left.{\frac {8p_{i}^{2}p_{f}^{2}m^{2}c^{4}\sin ^{2}\Theta _{i}(E_{i}^{2}+E_{f}^{2})-2\hbar ^{2}\omega ^{2}p_{i}^{2}\sin ^{2}\Theta _{i}p_{f}c(\Delta _{2}E_{f}+\Delta _{1}p_{f}c)+2\hbar ^{2}\omega ^{2}p_{f}m^{2}c^{3}(\Delta _{2}E_{f}+\Delta _{1}p_{f}c)}{(E_{i}-cp_{i}\cos \Theta _{i})((\Delta _{2}E_{f}+\Delta _{1}p_{f}c)^{2}+4m^{2}c^{4}p_{i}^{2}p_{f}^{2}\sin ^{2}\Theta _{i})}}\right],\\I_{4}&=-{\frac {4\pi Ap_{f}c(\Delta _{2}E_{f}+\Delta _{1}p_{f}c)}{(\Delta _{2}E_{f}+\Delta _{1}p_{f}c)^{2}+4m^{2}c^{4}p_{i}^{2}p_{f}^{2}\sin ^{2}\Theta _{i}}}-{\frac {16\pi E_{i}^{2}p_{f}^{2}A(\Delta _{2}E_{f}+\Delta _{1}p_{f}c)^{2}}{((\Delta _{2}E_{f}+\Delta _{1}p_{f}c)^{2}+4m^{2}c^{4}p_{i}^{2}p_{f}^{2}\sin ^{2}\Theta _{i})^{2}}},\\I_{5}&={\frac {4\pi A}{(-\Delta _{2}^{2}+\Delta _{1}^{2}-4p_{i}^{2}p_{f}^{2}\sin ^{2}\Theta _{i})((\Delta _{2}E_{f}+\Delta _{1}p_{f}c)^{2}+4m^{2}c^{4}p_{i}^{2}p_{f}^{2}\sin ^{2}\Theta _{i})}}\\&\times \left[{\frac {\hbar ^{2}\omega ^{2}p_{f}^{2}}{E_{i}-cp_{i}\cos \Theta _{i}}}\right.\\&\times {\frac {E_{f}[2\Delta _{2}^{2}(\Delta _{2}^{2}-\Delta _{1}^{2})+8p_{i}^{2}p_{f}^{2}\sin ^{2}\Theta _{i}(\Delta _{2}^{2}+\Delta _{1}^{2})]+p_{f}c[2\Delta _{1}\Delta _{2}(\Delta _{2}^{2}-\Delta _{1}^{2})+16\Delta _{1}\Delta _{2}p_{i}^{2}p_{f}^{2}\sin ^{2}\Theta _{i}]}{\Delta _{2}^{2}+4p_{i}^{2}p_{f}^{2}\sin ^{2}\Theta _{i}}}\\&+{\frac {2\hbar ^{2}\omega ^{2}p_{i}^{2}\sin ^{2}\Theta _{i}(2\Delta _{1}\Delta _{2}p_{f}c+2\Delta _{2}^{2}E_{f}+8p_{i}^{2}p_{f}^{2}\sin ^{2}\Theta _{i}E_{f})}{E_{i}-cp_{i}\cos \Theta _{i}}}\\&+{\frac {2E_{i}^{2}p_{f}^{2}\{2(\Delta _{2}^{2}-\Delta _{1}^{2})(\Delta _{2}E_{f}+\Delta _{1}p_{f}c)^{2}+8p_{i}^{2}p_{f}^{2}\sin ^{2}\Theta _{i}[(\Delta _{1}^{2}+\Delta _{2}^{2})(E_{f}^{2}+p_{f}^{2}c^{2})+4\Delta _{1}\Delta _{2}E_{f}p_{f}c]\}}{((\Delta _{2}E_{f}+\Delta _{1}p_{f}c)^{2}+4m^{2}c^{4}p_{i}^{2}p_{f}^{2}\sin ^{2}\Theta _{i})}}\\&+\left.{\frac {8p_{i}^{2}p_{f}^{2}\sin ^{2}\Theta _{i}(E_{i}^{2}+E_{f}^{2})(\Delta _{2}p_{f}c+\Delta _{1}E_{f})}{E_{i}-cp_{i}\cos \Theta _{i}}}\right],\\I_{6}&={\frac {16\pi E_{f}^{2}p_{i}^{2}\sin ^{2}\Theta _{i}A}{(E_{i}-cp_{i}\cos \Theta _{i})^{2}(-\Delta _{2}^{2}+\Delta _{1}^{2}-4p_{i}^{2}p_{f}^{2}\sin ^{2}\Theta _{i})}},\end{aligned}}}
et :
{\displaystyle {\begin{aligned}A&={\frac {Z^{2}\alpha _{\mathrm {fine} }^{3}}{(2\pi )^{2}}}{\frac {|{\vec {p}}_{f}|}{|{\vec {p}}_{i}|}}{\frac {\hbar ^{2}}{\omega }}\\\Delta _{1}&=-{\vec {p}}_{i}^{2}-{\vec {p}}_{f}^{2}-\left({\frac {\hbar }{c}}\omega \right)^{2}+2{\frac {\hbar }{c}}\omega |{\vec {p}}_{i}|\cos \Theta _{i},\\\Delta _{2}&=-2{\frac {\hbar }{c}}\omega |{\vec {p}}_{f}|+2|{\vec {p}}_{i}||{\vec {p}}_{f}|\cos \Theta _{i}.\end{aligned}}}
Une double intégration différentielle de la section efficace montre, par exemple, que des électrons dont l'énergie cinétique est plus grande que l'énergie au repos (511 keV), émettent des photons en majorité dans la direction située devant eux alors que des électrons de plus petite énergie émettent des photons de façon isotrope (c'est-à-dire, de façon égale dans toutes les directions).